# リプレイ (TRPG)
リプレイは、主にテーブルトークRPG (TRPG) などのゲームを実際に遊び、その経緯をなんらかの媒体に記録したものである。
ボードゲームやコンピューターゲームなどのプレイ記録も「リプレイ」と呼ばれるが（リプレイ (ゲーム) を参照）、この項目では主にテーブルトークRPGのリプレイについて解説する。
テーブルトークRPGのリプレイ作品は後述するような「戯曲形式で書かれた文章作品」が最もポピュラーであるものの、表現の仕方に定まった形体はない。ゲームで語られた物語を小説やコミックで表現したものや、実際のプレイの様子を録音し記録したCD、プレイ風景を再現した創作動画なども「リプレイ」と呼ばれる作品として存在している。

## 概要
テーブルトークRPGの直接的な先祖でもあるウォー・シミュレーションゲームでは、プレイの様子を文章化した記事がゲーム雑誌などに掲載されており、ゲームを遊ぶだけでなく「読んで楽しむ」という需要は古来から洋の東西を問わず存在していた。欧米諸国においては、テーブルトークRPGのプレイ結果を物語として小説に書き下ろす方が一般的である（ドラゴンランス戦記など）。
転じて日本国内においては『ロードス島戦記』に代表されるような、プレイ内容を実況形式で追記したものがよりポピュラーであり、こうしたリプレイの出版物がテーブルトークRPGを牽引する一要素となっている。本来リプレイの目的は実際のプレイ風景を実況・解説することにあるが、一方では純粋なる読み物としても受容されており、必ずしも一言一句、プレイ風景を忠実に書き起こしたものではない。商品として出版する際には、冗長な部分を削り、描写や演出を修正・加筆し、読ませる物語にするための工夫が欠かせない。出演するキャラクターやそのプレイヤーが人気を博すこともあり、遊ばれているゲームそのものを知らないファンがつき、ライトノベルの変種として消費される傾向もある。
個人レベルにおいても、リプレイは楽しかったゲームセッションを記録し追想する、また他者とその楽しさを共有する手段として執筆されている。こうした効用を積極的に認めて推奨し、リプレイを執筆した参加者には追加の経験点が与えられるといった特典を定めているゲームシステムも存在する。
商業ベースのリプレイが発行される媒体は文庫本が主流である。文庫本で発行されているリプレイは、テーブルトークRPG専門の文庫レーベルから発行されるものと、ライトノベルのレーベルで発行されているものに二分される。また、テーブルトークRPGの専門雑誌でもリプレイが掲載されることが多い。パソコンゲーム雑誌やライトノベル雑誌などでもリプレイが掲載されることがある。数は少ないが新書や単行本、B5判やA4判といった大判の書籍で発行されるリプレイもある。インターネットが普及した近年ではテーブルトークRPGの出版社やメーカーが提供するウェブページ上やプロやアマチュアの動画配信者によるYoutubeやニコニコ動画などでリプレイが掲載される例も増えている。

## リプレイの例
以下に、戯曲形式で描かれたリプレイの一例を示す。
GM ： さて、君たちは過酷な冒険の果てに、ようやく鬼岩城の最深部、大魔術師ザラックがいる儀式の間にまでたどりついた。
トーマス ： ようやくここまで来たか。しかし、さっきの戦闘で俺もうボロボロだよ。
ゴードン ： それはみんな同じですよ。でも、ここまで来たらGMに負けてはいられないからね。必ずザラックとの戦いには勝たないといけません。ザラックに言い放ちます。「ザラック、おまえの悪行もそこまでだ！　年貢の納め時だぞ！」

彼ら冒険者たちはここにたどり着くまでの四天王との戦いですでにかなりのダメージを負っていた。これはGMにとっても予想外のことだったが、ここで手加減するようでは逆にプレイヤーたちに失礼だ。GMは心を鬼にしてプレイヤーたちを挑発する。
GM ： たいした自信だなゴードン。じゃあザラックは君たちを見て不敵に笑うことにしよう。「フン、ようやく余のもとまでたどり着けたか小童どもめ。だがそのような満身創痍の状態で余に勝てると思っているのか」　そういいながらザラックは火球の魔法を放つ！　対象は隊列上で一番前にいるエミリーだ。魔法の命中判定は24です。
エミリー ： ええっ！？　なんだよそれは！　仕方ない。魔法の回避判定を行います。・・・25！　危なかったがギリギリ避けられた。よし、それでは俺は精一杯に虚勢を張りながらもザラックに言い放つぞ。「自慢の大魔術の力というのもその程度なの？　私みたいな小娘1人を倒せないようなら、あなたの恐怖神話もあながち信用できないわね」
トーマス ： エミリー、さすがにそれは調子にのりすぎじゃないか？（笑）
GM ： 挑発には乗ってあげようか。ザラックは怒りに顔を真っ赤にして叫ぶ。「よかろう！ ならば、チリ一つ残さないまま消滅させてくれるわ、冒険者ども！」　さぁ、ここからが本番だぞ！
上記において、トーマス、ゴードン、エミリーはプレイヤーキャラクター名となる。名前に続く文章がそのプレイヤーキャラクターを演じているプレイヤーの発言である。なお、「GM」はゲームマスターの略称である。また、上記の例では女性キャラクターであるエミリーを動かしているプレイヤーは男性であると仮定している。
実際のテーブルトークRPGのプレイの場では、キャラクターとしての口調までも「演技」されないことも多い。役者のように演技をしなくても、そのキャラクターらしい行動宣言をするだけで架空のキャラクターのロールプレイが他者に伝えられることが多々あるからである。特に、性別や年齢がプレイヤーと異なるキャラクターを演ずる場合は口調の演技を求めることは困難な場合もある。しかし、文章だけで構成されるリプレイでは表現力が制限され、たとえば、プレイヤーがキャラクターらしい行動宣言をしている場面を文章化しただけでは架空のキャラクターの存在感を強めることはできない。そのため、リプレイでは読み物的な観点から、ゲーム中のプレイヤーの発言のうち、キャラクターの発言だと捉えられる部分を「そのキャラクターらしい口調」へと改める場合もある。上記の例だと、エミリーは実際のリプレイでは女言葉での演技などは全く行っておらず、それをリプレイ執筆時に「キャラクター発言に類する場所は女性らしい口調に変える」という編集が行われた可能性も考えられる。このような編集の是非については後述する。
また、上記のリプレイでは、プレイヤーの発言のうち「キャラクターの台詞」として喋ったものにはカギカッコがつけられて、“キャラクターとしての台詞”と“プレイヤーとしての素の発言”が明確に区別されている。しかし、リプレイの中にはあえてここを曖昧にして、あたかも架空のキャラクターが自分自身の冒険を語っているかのような文体で描くものも数多く存在している。このような文体の具体例として、上記リプレイのエミリーの発言部分を以下のように変更する。
エミリー ： ええーっ！？　なによそれ！　仕方ないわね。魔法の回避判定を行うわね。・・・25！　はぁ、危なかったけどギリギリ避けれたわ。でも、自慢の大魔術の力というのもその程度なのかしら？　私みたいな小娘1人を倒せないようなら、あなたの恐怖神話もあながち信用できないわね！
プレイヤーとキャラクターの発言の境界を曖昧にしたために、エミリーの“プレイヤーとしての発言”がキャラクターの口調である女性的なものになっているが、これは実際にエミリーのプレイヤーが常に女言葉でゲームをするということではなく、リプレイを執筆する段階で口調を編集するのが一般的である。

## 歴史

### 黎明期
テーブルトークRPGにおけるリプレイのもっとも原始的な形態は、ゲームを購入したユーザーに対してルールをわかりやすく解説するために、ルールブック上に書かれたものである。これはボードゲームやウォー・シミュレーションゲームのマニュアルに書かれている「プレイの例」に端を発するものである。ルールブック上で掲載されるリプレイには、ルーンクエストのルールブックにコラムの形式で随所に挿入されている「コルマックサーガ」に代表されるように、戯曲形式ではなくプレイレポートのような形式で書かれるものも多い。ルールブックのチュートリアルとしてのリプレイに戯曲形式の記述をはじめに取り入れた作品が何だったのかについては定かではない。なお、ルール解説用に書かれるリプレイのほとんどはプレイの様子のごく一部を切り取ったものである（例えば、戦闘に関するルールの解説ならば、戦闘シーンのみをリプレイとして記述する）。さらに、これらルール解説としてのリプレイは実際にプレイされた記録ではなく、架空のプレイ風景を書き下ろしていることもある。これらのことから見ても、ルールブック上でルール解説用に書かれるリプレイは、同じ戯曲形式であっても娯楽用に単行本として発売されるリプレイとは書き方が全く異なっていると言える。
日本語の商業メディア上に書かれた戯曲形式のリプレイで最初に確認できるものは、1982年5月に発行されたタクテクス誌第3号の「冒険のシミュレーション・シミュレーションの冒険」という記事だとされる。これは当時はまだ日本ではマイナーであったテーブルトークRPGをウォー・シミュレーションゲーマーに紹介することを目的とした記事であり、ここに「放浪の騎士エルツリグナーの冒険」というタイトルでごく短いものではあったが戯曲形式のリプレイが掲載された。著者は高梨俊一である。ただしこれはあくまでテーブルトークRPGのプレイの雰囲気を紹介するために書かれたもので、ゲームのプレイ風景のごく一部を切り取ったもの過ぎず、娯楽的な要素も全く持っていないものであった。使われているゲームシステムが何かも書かれていない。
1984年11月に発行された『タクテクス』誌18号では、『トラベラー』の日本語版が発売されたことに合わせて大きな特集が組まれた。このとき、巻頭で29ページにわたって「小宮山康宏」の名義による『トラベラー』のリプレイ「トラベラーをアドベンチャーする」が掲載された。日本においてテーブルトークRPGの1回のゲームプレイの様子をセッションの最初から最後まで詳細に表記したリプレイは、商業ベースで発表された中ではこれが元祖となる。当時、TRPGの遊び方や面白さを伝える方法について悩んでいた安田均は、とあるセッションの参加者の女性がプレイの様子を録音し、持ち帰って書き起こすと語るのを聞いて、戯曲形式の読み物に仕立てることを閃いたという。リプレイの主執筆者はレフリーを務めた佐脇洋平で、プレイヤーとして参加した安田が修正を行っている。読者からの反響は非常に大きかったが、結局『タクテクス』でそれ以上のリプレイ展開が行われることはなかった。
「娯楽性のある読み物」であることを意識したリプレイの元祖は、1985年6月に発行された『シミュレイター』誌新1号の「ローズ・トゥ・ロードリプレイ『七つの祭壇』」である。著者は藤浪智之である。1回のゲームプレイを最初から最後まで収録しており、ルールの解説のためでなく一つの物語を読者に楽しませるために書かれた当作は、豊富なイラストやプレイヤーキャラクターたちの個性を生かしたテキストも相まって、当時の読者たちに大きな印象を与えた。後にリプレイ作家となる菊池たけしはこのリプレイに衝撃を受けて、テーブルトークRPGをプレイするようになり、さらにはリプレイ作家を志すようになったと語っている。
1986年、グループSNEがパソコンゲーム雑誌『コンプティーク』1986年9月号に水野良が『ロードス島戦記』のリプレイを連載したのが、日本における本格的な戯曲形式リプレイの確立とされる。また、キャンペーンプレイをリプレイの形式で「連載」したのもロードス島戦記が元祖である。なお、この際、遊ばれたゲームシステムは『ダンジョンズ&ドラゴンズ』(新和版）であった。このリプレイ連載『ロードス島戦記』が人気を博したことにより、ウォーロックやタクテクス、シミュレイターなどのテーブルトークRPGを扱う雑誌でも、ロードス島戦記を模したような戯曲形式のリプレイが次々と掲載されるようになった。
日本においてテーブルトークRPGが広まりを見せていくと、リプレイをライトノベルの一種として単体の書籍として出版されるようにもなった。リプレイを読ませることのみを主目的として発行された最初の書籍は、1989年11月に角川スニーカー文庫で出版された『RPGリプレイ ロードス島戦記1』である。これはコンプティーク連載版のリプレイを原作に『ロードス島戦記コンパニオン』という全く別のゲームシステムを使ってプレイしなおしたものである。また、『ロードス島戦記1』が発売されたのとほぼ同時期、1989年12月には富士見ドラゴンブックより『ソード・ワールドRPGリプレイ集1盗賊たちの狂詩曲(ラプソディ) 』が文庫で発売される。著者は山本弘であった。これは1988年にドラゴンマガジンで連載されたリプレイをまとめたものであり、後にソード・ワールドRPGリプレイ第1部と呼ばれる全三巻のキャンペーンシリーズの第一巻である。

### 発展期
文庫版ロードス島戦記リプレイとソード・ワールドRPGリプレイ第1部の商業的成功により、1990年に入って以降はテーブルトークRPGのリプレイが多数文庫で出版されるようになった。文庫リプレイとしてほぼ同時期に発売されたこの二作の著者は共にグループSNEに在籍する作家であったのだが、1990年代のリプレイ界はこのグループSNEが主導で引っ張っていた。グループSNEはこの後、ロードス島戦記、クリスタニア、ソード・ワールドRPG、ガープス（ルナル、妖魔夜行）、ハイパートンネルズ&トロールズ、ウォーハンマーRPG、央華封神、ダンジョンズ&ドラゴンズ、シャドウラン、メックウォーリアーなど、数多くのゲームのリプレイを文庫の形式で多数のレーベルで怒涛の勢いで出版していった。
1990年代前期はRPGマガジン、コンプRPG、電撃アドベンチャーズ、LOGOUTなどのテーブルトークRPG専門誌も多数創刊された。雑誌上ではグループSNEには属さないライターも次々とリプレイを発表していき、新しい才能も発掘されるようになっていった。また、これらの雑誌から角川スニーカーG文庫、ログアウト冒険文庫、電撃ゲーム文庫などのテーブルトークRPG関係の出版を主流にする文庫レーベルが生まれ、グループSNEに属さないライターたちのリプレイもこれらの新規レーベルを中心に積極的に文庫化されるようになっていった。

### 冬の時代
1995年あたりから、テーブルトークRPGの出版点数が減少する「テーブルトークRPG冬の時代」となり、リプレイの出版数も減っていった。文庫リプレイとしては最大の巻数をもっていたソード・ワールドRPGリプレイシリーズも、1997年のソード・ワールドRPGリプレイアンマント財宝編でドラゴンマガジンでの9年に渡る連載を終了し、1998年に文庫化された『大迷宮に勇者が挑む　ソード・ワールドRPGリプレイ集 アンマント財宝編2』を最後に休止状態になってしまう。
1990年代に創刊された多くのテーブルトークRPG専門誌専門誌や文庫レーベルもこの時期に次々と休刊していった。角川スニーカーG文庫が1997年に休止したことで、リプレイ出版を続ける文庫レーベルは老舗の富士見ドラゴンブックのみとなる。富士見ドラゴンブックではこの時期も、ライトユーザー向けに特化したテーブルトークRPGシリーズである『マギウス』のリプレイや、角川スニーカーG文庫からひきついだガープスのリプレイシリーズなどを出し続けた。この時期はリプレイ出版数が激減しているとはいえ、富士見書房においてはルールブックやサプリメントよりもリプレイが優先的に出し続けられており、ゲームをプレイしたいという需要とは別個に、読み物としてリプレイを読みたいという需要が根強く存在していることが改めて浮き彫りになった時代でもある。
また、文庫でのリプレイ出版が難しくなったこの時期、新しい出版方法としてリプレイをサプリメントの一種として大判書籍で売り出す方法も定着した。リプレイをメインにしながらもいくばくかの追加データや追加設定、シナリオなどを併記してある程度のコアユーザーを対象に売るのである。価格は数千円と文庫に比べて高額になるものの、リプレイを掲載できる雑誌なども激減した冬の時代においては、富士見書房と関係の薄いゲームのリプレイを発表できる貴重な場でもあった。この形式を特に好んだメーカーがゲーム・フィールドであり、セブン＝フォートレスのリプレイなどがB5判書籍で発売されていった。

### 再興期
2000年に入ると、テーブルトークRPG業界は復調をみせていき、関連製品の出版点数も再び増加していく。そんな中でソード・ワールドRPGリプレイの再出発という形で、2001年6月に富士見ドラゴンブックから『進め!未来の大英雄　新ソード・ワールドRPGリプレイ集1』が出版される。リプレイ作家としては新人となる秋田みやびを著者に添えたこの新ソード・ワールドRPGリプレイシリーズはかなりの人気を博し、3年に渡って全10巻を出版するという、かつてのブーム期でさえ不可能であった記録を打ち立てた。このリプレイシリーズの成功は、冬の時代の到来後も、リプレイを求める潜在的な需要は商業的に成り立つくらいには存在していることを証明したものになり、富士見書房は1990年代初頭の頃と同等以上にリプレイ出版に力を入れていくようになる。看板であるソード・ワールドRPGのリプレイは新ソード・ワールドRPGリプレイシリーズに並行して、2004年に藤澤さなえを著者にした新ソード・ワールドRPGリプレイNEXTシリーズを刊行。こちらも3年に渡った全10巻の長期シリーズとなる。それ以降もソード・ワールドRPGリプレイは複数のシリーズを並行させている。詳細はソード・ワールドRPGリプレイを参照。ソードワールドの他にも六門世界RPG、ダブルクロス、アリアンロッドRPG、デモンパラサイト、迷宮キングダムなど複数のゲームタイトルのリプレイが複数のシリーズを並行させながら出版された。
2000年代では、富士見書房以外にもエンターブレインがリプレイ出版に大きな動きを見せることになる。アスペクトからテーブルトークRPG出版事業を引継いだエンターブレインは冬の時代においてもログインテーブルトークRPGシリーズで大判書籍のゲームを出し続けたテーブルトークRPG業界では有力な位置にいる出版社なのではあるが、その一方でログアウト冒険文庫の休刊以後はリプレイの側面では消極的な出版社でもあった。しかし、2002年に『ナイトウィザード』を発売したことを機にリプレイ出版に力を入れ始めた。まず同ゲームをエンターブレインのアダルトゲーム誌であるE-LOGIN誌上にて『紅き月の巫女』のタイトルで連載を始めた。テーブルトークRPG専門誌以外でリプレイが連載されるのは、電撃王の『秘境伝説クリスタニア』が1998年に連載終了して以来、4年振りとなるものであった。そして、2003年11月には、この連載をまとめたものを同社のライトノベルレーベルであるファミ通文庫から出版された。これ以降、ナイトウィザード、セブン＝フォートレス、アルシャード、異能使い、ブレイド・オブ・アルカナなど、エンターブレインから発売されたテーブルトークRPGのリプレイがファミ通文庫で出版されるようになる。
2003年6月には新紀元社がテーブルトークRPG誌「Role&Roll」を創刊する。Role&Roll誌はリプレイ掲載に力を入れた雑誌であり、文庫本としてリプレイが出版しにくいような多少マイナーなゲームタイトルに対しても積極的にリプレイを掲載しているため、リプレイ発表のための機会は冬の時代に比べて飛躍的に上昇した。また、この雑誌で掲載されたリプレイが後に富士見ドラゴンブックやファミ通文庫などで文庫化されてゲームタイトルの知名度を上げることもある。なお、新紀元社は「Role&Roll Books」という新書レーベルを持ち、ここからもリプレイを出している。
また、2000年代に入ってからのリプレイ復調の流れの特徴に、ファーイースト・アミューズメント・リサーチ (F.E.A.R.) の躍進がある。ファーイースト・アミューズメント・リサーチは冬の時代の只中でもテーブルトークRPG市場から撤退せずにゲームを継続的に開発し続けていた製作集団であったため、市場の復調に応じて自然とファーイースト・アミューズメント・リサーチが開発したゲームにもリプレイ化の機会が与えられるようになった。リプレイ作家としては長期のキャリアを持つものの長らくコアユーザーにしか知られていなかった菊池たけしや、21世紀に入ってからの新人ライターである矢野俊策といったファーイースト・アミューズメント・リサーチ出身のライターが文庫リプレイデビューを果たし、新しいファンをつけるようになった。

### 近年の状況
2009年現在ではリプレイの出版点数は増加傾向にある。ただし、リプレイの多くが富士見ドラゴンブックに集中しており、他のレーベルは出版点数としては富士見ドラゴンブックに及ばない状況である。
文庫で発行されるリプレイで扱われるゲームは、グループSNE系列とファーイースト・アミューズメント・リサーチ系列とで二強状態を成している。
冬の時代に目立った大判書籍でのサプリメント型のリプレイは、文庫や雑誌でのリプレイ発表機会が増えたため減少の傾向にある。現在においてリプレイ中心の大判書籍を出す場合は、文庫では表現しきれないことを成すためであることが多い。例としては、リプレイと同時にそれに関係するCDドラマを封入した『ナイトウィザード・ファンブック』シリーズ(エンターブレイン)や、詳細な戦況図を示すためにB5判を採用している『D&D第4版がよくわかる本』シリーズ(ホビージャパン)などがある。

### クトゥルフ神話TRPGの隆盛、動画配信による第二次ブーム
2000年代終盤から2010年代初頭にかけて、ニコニコ動画などの動画サイトに『アイドルマスターシリーズ』や『東方Project』のキャラクターを用いた初心者向け解説動画やリプレイ動画などが投稿されるようになり、中でも2012年頃から『クトゥルフ神話TRPG』関連動画の投稿数が急増した。『クトゥルフ神話TRPG』関連動画の急増は、2012年4月よりテレビアニメが放送された『這いよれ! ニャル子さん』の影響と見る向きもある。
『クトゥルフ神話TRPG』の知名度の増加に伴い、2010年代後半になると既存のキャラクターを使うのではなく、純粋にオリジナルのキャラクターでオリジナルのシナリオをプレイしたリプレイ動画が活性化する。さらに、動画を見た視聴者がそこで使われたシナリオを使用して自分たちでもプレイを行い、それをゲーム実況動画の体裁で配信する、という繰り返しが起こるようになり、ゲーム実況界隈から若い世代のテーブルトークRPG参入が加速した。 
動画形式のテーブルトークRPGリプレイ動画が大量に投稿された背景として、2011年にリリースされたゆっくりMovieMakerの存在があげられる。このソフトウェアは動画編集ソフトウェアのAviUtlと連携して手軽にゆっくり実況動画を作成できる。動画作成の敷居が下がりクトゥルフ神話TRPGの流行に乗る形で、アマチュア動画投稿者によるテーブルトークRPGリプレイ動画が数多く投稿されることになった。 
このような経緯から日本において動画サイトに投稿されているテーブルトークRPGのリプレイ動画は『クトゥルフ神話TRPG』を扱うものが主流となっている。第二次ブームの最盛期の2015年にはニコニコ動画のテーブルトークRPGのリプレイ動画は500万再生超えを達成している。
2011年以降、ニコニコ動画のクリエイター奨励プログラムにより配信される動画の収益化が可能となった。既にテーブルトークRPGのリプレイ動画で多数のファンを獲得していた動画投稿者達は、クリエイター奨励プログラムによって収入を得ることができるようになった。また、2012年以降、Youtubeの一般向け広告収入が開始しされ、2017年以降はYoutubeのスーパーチャットのサービスが開始された。これらのサービスによりニコニコ動画の動画投稿者はYotuberやVtuberとなり、YotubeでテーブルトークRPGのリプレイ動画の配信やセッション中の様子をリアルタイム配信して広告収入やスーパーチャットによる収入を得るようになった。

### オンラインセッション環境とリプレイ動画の爆発的普及
2019年以降、新型コロナウイルス感染症の世界的流行の影響を受けてテーブルトークRPGの会場を使ったイベントや対面でのゲームの開催が自粛された。2020年からの緊急事態宣言の影響で外出を避けるようになった人々は、動画視聴サイトや電子書籍など自宅で行える娯楽で時間を潰した。その際、テーブルトークRPGのリプレイ動画やリアルタイムの配信動画の視聴者が爆発的に増加し、Youtube等の動画投稿サイトでクトゥルフ神話TRPGのシナリオ『カタシロ』のリアルタイム配信動画を中心として舞台化も実現する勢いでテーブルトークRPGの動画配信ブームが発生した。 2022年以降、新型コロナウイルス感染症による緊急事態宣言の解除および制限の段階的な緩和に伴ってブームもひと段落したが、テーブルトークRPGのリプレイ動画やリアルタイムの配信動画というコンテンツは視聴者の間で娯楽コンテンツの一つとして根付いている。
また、2010年代後半頃までニコニコ動画で流行していたテーブルトークRPGの動画配信のブームは、2010年代末頃からYoutubeを利用した動画配信に移り変わっていき、多くのYouTuberやVtuberや有名人などテーブルトークRPGで遊ぶ動画配信を行った。Youtuberの中にはTRPGを専門に取り扱うチャンネルも存在する。テーブルトークRPGを販売する企業もテーブルトークRPGのリプレイ動画や配信動画、有名人やYouTuberやVtuberとコラボした動画を動画投稿サイトに投稿することで、商品の宣伝やテーブルトークRPGの布教活動を実施している。
2021年10月から『スモールパブリッシャーリミテッドライセンス（SPLL）』が複数企業の手によって制定され、TRPGの二次創作における紙媒体やグッズ、電子書籍や動画配信などの取り扱いを定めたガイドラインがインターネット上に公開された。
また、動画投稿者向けのTRPGとして2021年にインターネット上のサイトで『エモクロアTRPG』が無料公開された。二次創作・商用利用についてのガイドラインが定められており、収益化されたものを含む動画配信、シナリオ、リプレイ、データ集などの二次創作作品の公開・販売、店舗やイベントでの利用や出版物の作成などでの商用利用などが可能となっている。

### 2024年KADOKAWA・ニコニコ動画へのサイバー攻撃事件
2024年6月8日の早朝のより確認された2024年KADOKAWA・ニコニコ動画へのサイバー攻撃により、 KADOKAWAグループ全体へのランサムウェアを含む大規模なサイバー攻撃の被害を受けた。 被害範囲はニコニコ動画を始めとしたKADOKAWAオフィシャルサイトやエビテン（ebten）などに及んでいる 。ニコニコ動画やクトゥルフ神話TRPGの公式サイトなど多くのサイトが一時的に閉鎖され、KADOKAWAグールプが販売する書籍の流通やサービスが停止するなど大きな影響を与えた。ニコニコ動画は仮設サイト「ニコニコ動画（Re:仮）」 を経て2024年8月5日に 「帰ってきたニコニコ」として復活した。

## ライトノベルとの関係
上述されているように、日本においてはリプレイはテーブルトークRPGの関連製品であると同時にライトノベルの一種としても扱われている。商業出版されたリプレイには、ライトノベルのレーベルにより文庫サイズで出されているものもある。
これは、ライトノベルというジャンルの黎明期において、牽引役になったのがスレイヤーズなどをはじめとする「ゲーム的冒険ファンタジー小説」であり、さらにそれらに影響を与えたものが、テーブルトークRPGを原作としたジュブナイル小説（ドラゴンランス、小説版ロードス島戦記など）だったためである。
当時は冒険ファンタジーというものがまだ珍しかった時代でもあったため、それを扱っていた黎明期のライトノベルとテーブルトークRPGは近似ジャンルを扱う兄弟同士のような関係にあった。そのため、「テーブルトークRPGのプレイの記録」という非常にマニアックな書籍であっても、ライトノベルというレーベルの場を借りることで、全国の書店に流通させることができたのである。
この結果、ライトノベルの読者層がリプレイからテーブルトークRPGの世界に入っていき、1990年代前半の日本のテーブルトークRPGブームが起こったといえるだろう。
ライトノベルの主流がテーブルトークRPG的なジャンルから離れていった現在でも、出版形態としてのテーブルトークRPGとライトノベルの関係は（当時ほど蜜月ではないとしても）友好的なものとして続いている。
その関係から、リプレイだけでなくテーブルトークRPGのルールブックやサプリメントなどもライトノベルのレーベルを持つ出版社から出されているものも多い（富士見書房、エンターブレインなど）。
リプレイがライトノベルのレーベルで出続けていることで「テーブルトークRPGはやらないが、リプレイは読んでいる」という読者層が生み出されたのも1つの特徴である。
この読者層のおかげでリプレイはライトノベルのレーベルの中でもそれなりの立ち位置を有することができているようで、テーブルトークRPGのルールブック関係の出版が減退した「テーブルトークRPG冬の時代」（1990年代後半）でさえ、リプレイの出版はテーブルトークRPG市場とは切り離された形で、ライトノベル市場で継続して行われていた。
2010年には橙乃ままれによる日本のライトノベルおよびそれを原作としたメディアミックス作品となった『ログ・ホライズン』（LOG HORIZON）が登場した。初出は小説投稿サイト「小説家になろう」で、ゲームデザイナーの桝田省治の紹介、監修により、書籍版がKADOKAWA（エンターブレイン）より、2011年3月からシリーズ刊行されている。本作ではMMORPGをテーマに取り合った作品で、2014年にテーブルトークRPGのルールブックが発売された。また、2016年には書籍版はGA文庫（SBクリエイティブ）より『ゴブリンスレイヤー』（GOBLIN SLAYER!）が刊行された。本作ではテーブルトークRPGの設定を大きく受けた作風で、蝸牛くもによる日本のライトノベルおよびそれを原作とするメディアミックス作品である。『ゴブリンスレイヤー』は元々WEB作品であったが、ライトノベル出版後のメディアミックを経て2019年に『ゴブリンスレイヤーTRPG』が発売された。このようにテーブルトークRPGやコンピューターゲームなどの設定に影響を受けたファンタジー作品群が2010年代からライトノベルやオンライン小説といった形式で登場し始めた。また、2010年代前半から流行し始めた小説ジャンルである異世界転生の影響を受け、2019年にドラゴンノベルスより『クトゥルフ神話TRPG ノベル オレの正気度が低すぎる』が刊行された。本作では主人公がクトゥルフ神話TRPGの世界に転生するといった内容のリプレイ小説風の作風である。このようにテーブルトークRPG自体をメタフィクションとして扱う小説も登場し始めている。

## 動画との関係
歴史の項目で述べたように、日本においてはリプレイはテーブルトークRPGの動画であると同時にアニメのような映像作品としても扱われている。制作されたリプレイ動画の中には、アニメーションを多用したドラマシリーズのようなリプレイ動画も存在している。
これは、2010年代にクトゥルフ神話TRPGのリプレイ動画が流行した際、その発生源となったニコニコ動画ではゲームの実況動画やアニメや音楽作品のオリジナルPVなど、面白い動画を投稿する場所であった。当時、アマチュアであった動画投稿者がゆっくりMovieMakerを使用して製作したゆっくり実況に似た形式のリプレイ動画をシリーズ化して投稿した。この流れが継続したまま時代の流れともに映像編集ツールが発展することで、アニメーションを多用した動画を簡単に製作できるようになり、2020年代に入るとアニメーションのようなリプレイ動画が増えてきた。こうした映像作品として凝った動画が存在するため視聴者の中にはテーブルトークRPGで遊ばないが、リプレイ動画だけ視聴する層も存在する。また、リプレイ動画の中には実際にテーブルトークRPGで遊んだものではなく、動画投稿者自身が考えたシナリオを製作して投稿する仮想卓のリプレイ動画もある。仮想卓のリプレイ動画は2012年にクトゥルフ神話TRPGのリプレイ動画が大流行した際にトラブルになることがあったが、時代の流れとともに視聴者へ受け入れられていき2010年代後半の時点では問題ないものとして受け止められている。
テーブルトークRPGのリアルタイムの動画配信は2019年末のコロナウィルスの新型コロナウイルス感染症の世界的流行の影響後、ニコニコ動画よりもYoutubeで盛んに行われている。これはニコニコ動画とYoutubeで動画配信の収益化の方法が異なり、またYoutuberやVtuberと呼ばれる動画配信者がYoutubeをメインに活動しているのが理由である。一方で、2010年代後半まで続いたクトゥルフ神話TRPGのリプレイ動画ブームもピークを通り過ぎてニーズが多様化し、ニコニコ動画やYoutubeでは『D&D』や『ソード・ワールド2.5』や『シノビガミ』や『サタスペ』や『エモクロア』や『フタリソウサ』や新作など様々なジャンルのテーブルトークRPGのリプレイ動画が投稿されるようになった。
テーブルトークRPGのリプレイ動画が抱える問題として著作権の軽視などの問題が挙げられる。元々は屋内に集まって身内のみで遊ぶゲームであったが、2000年代後半からオンランセッションツールやニコニコ動画などの登場でオンラン環境でテーブルトークRPGを遊ぶ機会が増えていった。そういった場合にキャラクターの立ち絵やBGMなどを用意する機会が増えたが、身内のみの閉じられた環境であればアニメや漫画などの版権画像や音楽を使用しても大事になることはなった。だが、ニコニコ動画がリリースされた2007年から2020年代に至るまでニコニコ動画では版権動画や音楽や画像などを使用した映像作品の投稿が行われている。そうした背景もあって版権画像や音楽を使用したテーブルトークRPGのリプレイ動画がニコニコ動画やYoutubeで多数投稿された。版権を所有する公式がそのようなリプレイ動画をグレーゾーンとして扱い暗黙的に見逃す場合もあれば、一方で版権のイメージを損ねるような動画は削除されている。このような動画の多くは『茶番卓』といったコメディー系のリプレイ動画で見られることが多い。また、2008年にニコニコ・コモンズが登場し、動画投稿で使用する素材のルールを定められた。ニコニコ・コモンズや動画素材の自作や正規の手続きを踏んで購入した動画素材を使用して作成したテーブルトークRPGのリプレイ動画や配信動画も存在する。
テーブルトークRPGをテーマにした映像作品では2016年からNetflixで公開された連続ドラマシリーズの『ストレンジャー・シングス 未知の世界』がヒットした。他にも2023年に公開されたファンタジーアクション映画『ダンジョンズ&ドラゴンズ/アウトローたちの誇り』が日本で好評であった。2014年から2023年まで漫画誌『ハルタ』で連載されていた九井諒子による日本の漫画『ダンジョン飯』が、2024年1月から6月までTOKYO MXほかにて連続2クールで放送され人気を集めた。この作品では作風の中に『D&D』や『ウィザードリィ』といったゲーム要素を感じさせる表現が散りばめられている。このように2010年代後半から映像作品においてもテーブルトークRPGの影響を受けた作品がいくつも放送されている。

## リプレイの評価
リプレイはテーブルトークRPGというジャンルを知らない人への、非常に簡単な説明手法であるとして、日本のテーブルトークRPG市場においては重要な位置を占め続けている。リプレイを入り口としてテーブルトークRPGを知った世代も多いが、「ゲーム中に観客（傍観者）として物語を楽しむ傾向があり、自分から進んで会話に参加することが少ない」と批判するゲームデザイナーも存在する。
また、リプレイに「実際のゲームのお手本」としての側面が期待される一方で、ライトノベル的な娯楽性を強調するために通常のプレイの場では容認しかねる奇矯なプレイングがされるリプレイ作品もある。このようなリプレイに対しては、特殊なプレイングを当たり前の事だと誤解したり、世界観やプレイスタイルの固定化を強要しかねないのではないかという懸念の声もある。このような問題はテーブルトークRPGのリプレイ動画においても同様に言える。

## リプレイを出版する文庫レーベル

### 現在出版を続けているレーベル
- テーブルトークRPG専門レーベル
  - 富士見ドラゴンブック （富士見書房）
  - integral （ジャイブ）
  - HJ文庫G （ホビージャパン）
  - Role&Roll Books （新紀元社。新書レーベル）
- ライトノベルレーベル
  - ファミ通文庫 （エンターブレイン）

### 過去に出版をしていたレーベル
- テーブルトークRPG専門レーベル
  - 角川スニーカーG文庫 （角川書店）
  - 電撃ゲーム文庫 （メディアワークス）
  - ログアウト冒険文庫 （アスペクト）
  - ファンタジーノベルズRPGリプレイシリーズ （宙出版。新書レーベル）
- ライトノベルレーベル
  - 角川スニーカー文庫 （角川書店）
  - 角川mini文庫 （角川書店）
  - 講談社X文庫ティーンズハート （講談社）
- その他
  - 現代教養文庫 （社会思想社）

## 主なリプレイシリーズ
ロードス島戦記リプレイシリーズ
文庫リプレイの元祖のシリーズ。日本にテーブルトークRPGを広めた立役者でもある。元々は前述の通り『ダンジョンズ&ドラゴンズ』を使用していたが、「雑誌掲載ならば問題ないが、単行本だと使用料をTSR社に払わなければならない」ため、新たに作った『ロードス島戦記コンパニオン』で再プレイしている。よってプレイヤー達は『ロードス第一部』の展開を知った上でプレイしているが、ゲーム中は細部で異なった展開も行われている。第3部は最初から『ロードス島戦記コンパニオン』を使っているため、『コンプティーク』に連載されたままの内容で出版されている。
現在はロードス島戦記のテーブルトークRPGでの展開が行われていない為、新作は出ていない。
レーベルは角川スニーカー文庫および富士見ドラゴンブック。
ソードワールドリプレイシリーズ
前述のロードス島戦記と世界観を同じくするファンタジー世界を舞台としたリプレイ。初期は山本弘、次いで清松みゆきがGMを務めていたが、第5部「アンマント財宝編」が連載された後長期間新作が出ていなかった。しかし秋田みやびの「へっぽこーず編」で再開、その後は複数のシリーズが同時展開されている。後継作であるソード・ワールド2.0も同様にリプレイに力を入れたシリーズとなっている。
同一世界観を舞台とした小説も含めて多くの作者が関わっており、シェアード・ワールド展開を行っており、テーブルトークRPGリプレイとしては最大の冊数を誇る。
レーベルは全て富士見ドラゴンブックから。
ナイトウィザードリプレイシリーズ
菊池たけしのデザインした、現代を舞台としたファンタジーのリプレイ。21世紀に入って以降のテーブルトークRPG業界で、ゲーム専門誌以外の雑誌で連載が行われた数少ないシリーズ（E-LOGIN、およびマジキューで連載）。メインシリーズのGMはゲームデザイナーである菊池たけしが務めている。
矢薙直樹、小暮英麻を初めとする声優プレイヤーの採用が特徴的（初めての試みではないが、実際に本格化したのはナイトウィザードが最初であろう）。
また、CDドラマつきリプレイというメディアミックス路線を強く意識した展開も行っており、こちらには池田秀一、植田佳奈、古谷徹などが出演している（植田佳奈はプレイヤーでも参加）。
2007年には、リプレイに登場する人気キャラクターが主役となり、アニメ化も行われた。
レーベルはファミ通文庫およびログインテーブルトークRPGシリーズ。
ガープスリプレイシリーズ
どんな世界でも再現可能を売り文句にした汎用RPGシリーズであり、設定の全く違う複数の世界観でリプレイを出版した。
代表的なシリーズは、ガープス・ルナル（ユエル）、妖魔夜行（百鬼夜翔）。特にルナル・サーガと妖魔夜行はリプレイとメディアミックス展開を行った小説版がヒットを収めたが、共に続編の評価は低い。
その他、リボーン・リバース、ドラゴンマーク、マーシャルアーツ、リング★ドリーム、ソーサルカンパニーなどの単発作品もいくつか存在する。
レーベルは角川スニーカーG文庫および富士見ドラゴンブック。
アリアンロッドRPGリプレイシリーズ
ナイトウィザードの菊池たけしがデザインした、ファンタジー世界を舞台としたリプレイ。
菊池自らの手による初代リプレイや「ルージュ」シリーズの他、久保田悠羅による「ハートフル」シリーズ、菊池たけし、久保田悠羅、鈴吹太郎の3人が同一の大陸を舞台にして手がける大河戦記物の「アリアンロッド・サガ・リプレイ」シリーズ、丹藤武敏の「レジェンド」シリーズなども存在する。
ナイトウィザード同様声優プレイヤーを起用し、「ルージュ」では力丸乃りこがプレイヤー参加した。
レーベルは富士見ドラゴンブック。
セブン＝フォートレスリプレイシリーズ
テーブルトークRPG専門誌である『RPGマガジン』『ゲーマーズ・フィールド』で連載されているリプレイシリーズ。前述のナイトウィザード、アリアンロッドの作者でもある菊池たけしの名前をテーブルトークRPGユーザーの間で著名なものとしたリプレイである。
ゲーム専門誌連載のため、前項目でも記されている「テーブルトークRPGを遊ばないリプレイ読者層」への認知度は全くといっていいほどなかったが、ナイトウィザードリプレイシリーズの好評などをきっかけとして2003年からシリーズの文庫化が始まり、これによりリプレイのみの読者層にも広まった。
レーベルはファミ通文庫および富士見ドラゴンブック。
ダブルクロスリプレイシリーズ
矢野俊策のデビュー作である、主に現代を舞台とした異能系リプレイシリーズ。
初代リプレイはナイトウィザードの菊池たけしが執筆し、その後デザイナーの矢野自らが「オリジン」「アライブ」シリーズを、田中天が「トワイライト」（第二次世界大戦直前が舞台）「ジパング」シリーズ（安土桃山時代が舞台）、小太刀右京が「ストライク」シリーズ、伊藤和幸が「エクソダス」シリーズを執筆した。
レーベルは富士見ドラゴンブック。
以上に挙げた他にもいくつものリプレイが商業出版されている。また、ここではリプレイが文庫で読めるものを中心に挙げたが、テーブルトークRPGの専門誌やサプリメントに読み物としてのリプレイを掲載するゲームも数多い。
それらも含んで考えると、ほとんどのテーブルトークRPGに商業向きなリプレイコンテンツが存在するといえる。

## 書籍以外のリプレイ

### CD
『レジェンド・オブ・クリスタニア 〜はじまりの冒険者たち TRPGサウンドリプレイ完璧編』
『クリスタニアRPG』のリプレイ。ゲームマスターは原作者の水野良。プレイヤーはラジオドラマ版クリスタニアで出演した声優だった。

### パソコンソフト
ソードワールドRPGリプレイ第2部第1話をパソコン（PC-9801シリーズ用）に移植したもの。
パソコンのアドベンチャーゲームやロールプレイングゲームのように発言するキャラクターの顔がグラフィックで表示されると共に、画面下部の領域に台詞が表示された。

### TRPGリプレイ動画
近年の動画投稿サイトの普及により、自作の映像作品の公開が容易になり、文字では不可能な多様な表現性を持ったTRPGリプレイ動画というものがユーザーサイドで作られるようになった。
TRPGとは無関係なアニメやゲームのキャラクターたちがTRPGで遊んでいる姿をさらにドラマ化する、というメタフィクションの構成を持つものが主流で、書籍としてのリプレイ作品とは異なる流れを作り出している。

### TRPG配信動画
近年の動画投稿サイトの普及により、Youtubeなどの動画投稿サイトでTRPGのセッションの様子をリアルタイムで配信できるようになった。YoutuberやVtuberがゲーム中の合間に雑談を挟んだり、視聴者の興味を惹くために演劇を意識したロールプレイを行う配信もある。プロの動画配信者は視聴回数を稼いで動画を収益化したり、スーパーチャットで収入を得たり、配信動画のリンクからTRPGの二次創作グッズの販売サイトに誘導して売り上げを得たりする。

### インターネット
TRPGのオンラインセッションを目的とする人々が集うサイトでは、過去の（場合によっては進行中の）セッションの様子を閲覧できることがある。
また、個人サイトやSNSでオリジナルシナリオやリプレイを公開するユーザーもいる。この場合も動画投稿サイトに投稿されるものと同様、無関係なアニメやゲームのキャラクターたちにセッションさせる二次創作としての側面を持つものが含まれる。

## 主なリプレイ作家
- 秋田みやび
- 菊池たけし
- 清松みゆき
- 友野詳
- 水野良
- 矢野俊策
- 山本弘